# Klaus Bischoff (Schachspieler)
Klaus Bischoff (* 9. Juni 1961 in Ulm) ist ein deutscher Großmeister im Schach.

## Leben

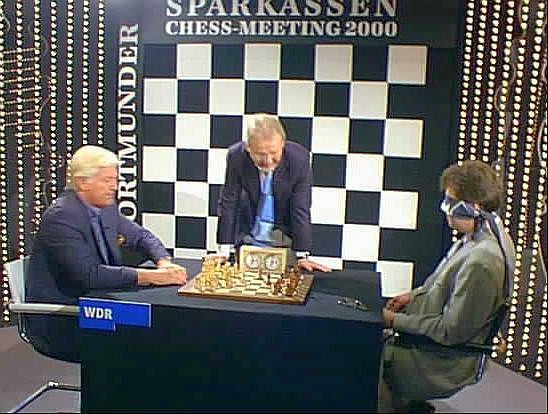
Claus Spahn und Klaus Bischoff spielen Blitz bei den Dortmunder Schachtagen 2000. Helmut Pfleger führt für Bischoff die Züge aus, der blind spielt.

Bischoff erlernte das Schachspiel als Elfjähriger. Bei der Jugendweltmeisterschaft 1980 in Dortmund, die Garri Kasparow gewann, erkämpfte Bischoff sich nach Nigel Short den geteilten dritten Platz. Im Jahre 1982 wurde Bischoff Internationaler Meister. 1986 war er hinter John Nunn geteilter Zweiter zusammen mit Nigel Short bei der Offenen Deutschen Einzelmeisterschaft 1986 in Krefeld.
Nach Normen in Lugano, Kecskemét und Bad Wörishofen verlieh ihm die FIDE 1990 den Titel Großmeister. 1997 gewann er das Turnier in Recklinghausen vor Jens-Uwe Maiwald und Ludger Keitlinghaus.
Klaus Bischoff ist deutscher Rekordsieger bei den nationalen Blitzmeisterschaften und gilt als solider Mannschaftsspieler. 2000 gewann er in Essen gemeinsam mit Wadim Swjaginzew und Alexei Drejew, außerdem im gleichen Jahr in St. Ingbert, 2002 in Baunatal, 2003 in Bad Zwesten. 2003 gewann Bischoff die zum ersten Mal ausgetragene deutsche Internet-Blitzschachmeisterschaft vor u. a. Jan Gustafsson und Robert Hübner. In den Jahren 2003, 2004 und 2005 gewann er die Deutsche Meisterschaft im Schnellschach. 2013 und 2015 gewann er jeweils in Saarbrücken die Deutsche Einzelmeisterschaft.
Bei verschiedenen Schachveranstaltungen tritt er als Kommentator auf, wie bei den Dortmunder Schachtagen und 2014 beim Finale der Schachbundesliga in Eppingen. Im Jahre 2016 gewann Bischoff zusammen mit dem deutschen Team die Schach-Weltmeisterschaft 50+. Seit Ende 2020 ist er mit Ingrid Lauterbach verheiratet.

## Mannschaftsschach

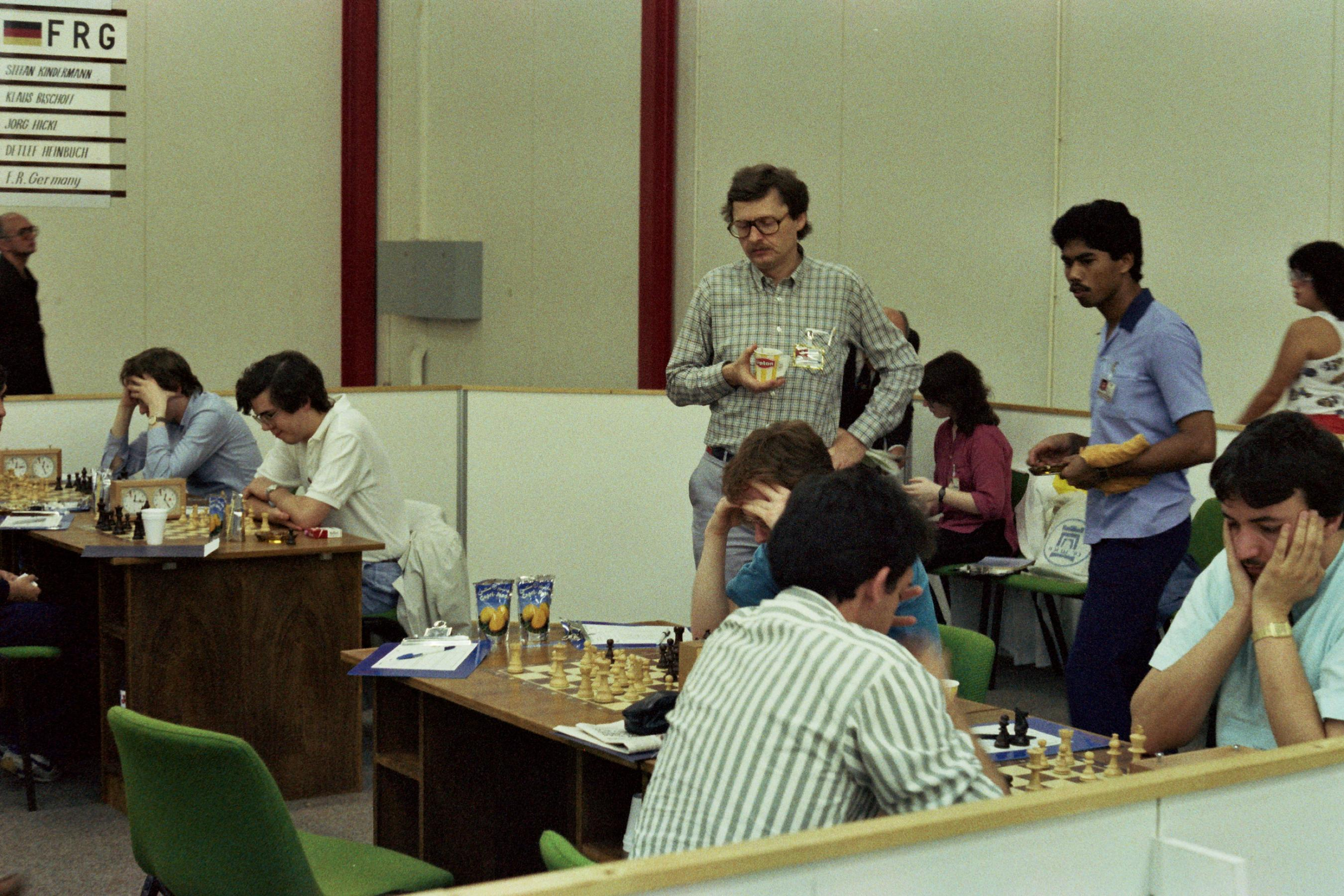
Stefan Kindermann, Klaus Bischoff, Jörg Hickl, Detlef Heinbuch und in der Mitte stehend Hans-Joachim Hecht bei der Schacholympiade 1986 in Dubai

### Nationalmannschaft
Bischoff nahm an sechs Schacholympiaden teil: 1986 in Dubai, 1988 in Thessaloniki, 1990 in Novi Sad, 2000 in Istanbul, 2002 in Bled und 2004 in Calvià. Bei der Schacholympiade 2000 in Istanbul wurde er mit dem deutschen Nationalteam Silbermedaillengewinner.
Mit der Nationalmannschaft nahm er an drei Mannschaftseuropameisterschaften teil und gewann Bronze bei den Europameisterschaften 1989 und 2001. Bei dem Turnier 2001 in León erhielt Bischoff die Goldmedaille für das beste Einzelergebnis am 4. Brett.

### Vereinsschach
Klaus Bischoff spielte in der deutschen Schachbundesliga von 1981 bis 1995 beim FC Bayern München und wurde mit diesem 1983, 1985, 1986, 1989, 1990, 1991, 1992, 1993 und 1995 deutscher Mannschaftsmeister. Von 1995 bis 1999 spielte Bischoff bei der SG 1868-Aljechin Solingen und wurde mit dieser 1997 deutscher Mannschaftsmeister. Anschließend spielte er von 1999 bis 2003 bei König Plauen, von 2003 bis 2006 und erneut in der Saison 2008/09 beim TV Tegernsee, in der Saison 2006/07 beim TSV Bindlach-Aktionär und von 2009 bis 2013 bei den Sportfreunden Katernberg. Seit der Saison 2014/15 spielt er erneut beim FC Bayern München.
In der österreichischen Staatsliga A (bis 2003) beziehungsweise 1. Bundesliga (seit 2003) spielte Bischoff von 1993 bis 1997 beim SC Inter Salzburg, von 2001 bis 2008 beim SC Die Klagenfurter, von 2008 bis 2010 bei Holz Dohr Semriach. Seit 2011 spielt er beim SK Sparkasse Jenbach, mit dem er 2013 österreichischer Mannschaftsmeister wurde. In der französischen Top 16 (bis 2002 Nationale I) spielte Bischoff bis 2006 bei Echiquier Nanceien, in der britischen Four Nations Chess League in der Saison 1995/96 beim British Chess Magazine und in der Saison 1998/99 bei Home House.

## Privat
Seit 2020 ist er mit seiner langjährigen Lebenspartnerin Ingrid Lauterbach verheiratet.